# Louis Dunski
Louis Dunski (wł. Louis-Jean Zdan-Dunski) (ur. 26 października 1829 w Warszawie, zm. 16 kwietnia 1888 w Nicei, Francja) – francuski architekt polskiego pochodzenia.

## Życiorys
Nieznane są szczegóły biografii Louisa Dunskiego do czasu, gdy przybył do Paryża aby studiować w École nationale supérieure des beaux-arts, zdobył tam tytuł inżyniera.
We francuskim Archiwum Narodowym istnieją dokumenty potwierdzające, że Louis Dunski urodził się w Warszawie w 1829 i pracował jako kierownik robót publicznych. W 1868 zrezygnował z zajmowanego stanowiska i rok później przeprowadził się do Nicei, gdzie pracował jako architekt. Zrezygnował z tego stanowiska w 1881 lub w 1882, zmarł w 1888.

## Dorobek architektoniczny
- Przebudowa pierwszego nicejskiego kasyna na basen /1872/;
- Przebudowa wieży zamku Baumette /1878/;
- Przebudowa fasady hotelu Royal /1879/;
- Pałacyk B. Aune /1879/1880/;
- Kamienice u zbiegu rue de la Paix et de la rue d'Angleterre /1879/1880/;
- Kamienica przy rue Foncet /1881/.